# گاه‌شمار تاریخ ایران از غارنشینی تا ظهور هخامنشیان
بین ۱۰۰۰۰۰ تا ۱۰۰۰۰ سال پیش، در منطقه‌ای که اکنون به نام ایران شناخته می‌شود، توسط انسان‌های اولیه سکونت وجود داشته است، مکان‌هایی مانند گنج دره و غار شانه‌در که ابزارها و راهبردهای امرار معاش آن دوره را آشکار می‌کنند. تا اینکه ۱۰۰۰۰ سال پیش، انقلاب نوسنگی، این جوامع شکارچی-گردآورنده را به جوامع کشاورزی مستقر تبدیل کرد. همان‌طور که در چغا جولان، جایی که شیوه‌های اولیه کشاورزی در آنجا ظهور کرد، مشاهده شد، این تغییر، زمینه را برای جوامع پیچیده و شبکه‌های تجاری فراهم کرد که در نهایت منجر به ظهور تمدن‌هایی مانند تمدن ایلام و بعدها امپراتوری هخامنشی شد.
این گاه‌شمار از دوران غارنشینی یعنی حدود ۱۰۰٫۰۰۰ سال پیش از میلاد تا سال ۵۵۸ پیش از میلاد یعنی آغاز فرمانروایی کوروش بزرگ در فارس، انشان و خوزستان می‌باشد. ایلامیان از آغاز دوره پیش‌ایلامی تا پایان دوره ایلام نو، حدود ۲۶۶۱ سال در جنوب غربی ایران زندگی و حکومت می‌کردند.
عدد سال‌ها، تاریخ پیش از میلاد را نشان می‌دهد:

## پیش از تمدن ایلام
پیش از میلاد ۳۲۰۰ (______________← ۱۰۰٬۰۰۰ پیش از میلاد

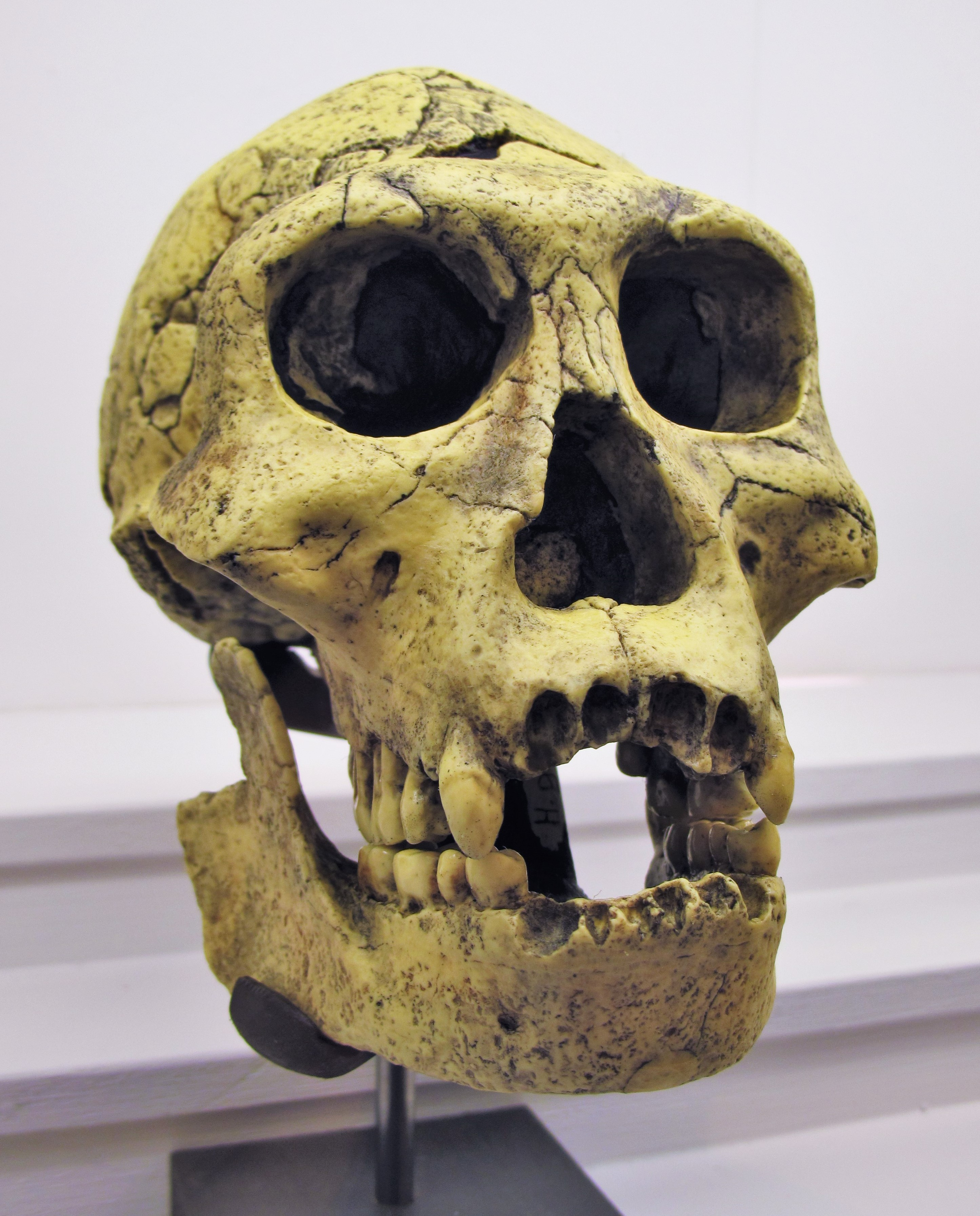
تصویر ۱: جمجمه انسان راست‌قامت در دمانیسی واقع در گرجستان امروزی.

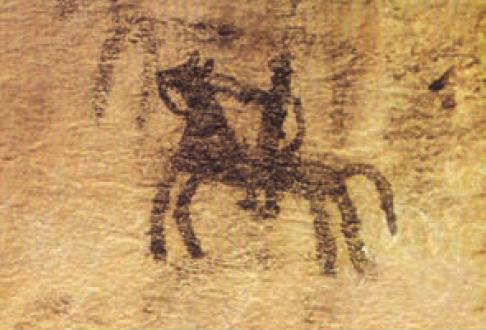
تصویر ۲: دیوارنگاری غار دوشه، خرم‌آباد لرستان در رشته کوه زاگرس، حدود هزاره هشتم پیش از میلاد

- - حدود ۲۳۰٬۰۰۰: قدیمی‌ترین آثار غارنشینی در ایران که در غار دربند رشی در گیلان یافت شده و با روش‌های علمی زمان‌سنجی شده است.
- حدود ۱۰۰٬۰۰۰: آثار بر جای مانده از غارنشینی در کوه‌های زاگرس در غرب ایران بیانگر سکونت انسان در این مناطق در دوره پارینه‌سنگی میانی (۳۰۰٬۰۰۰ تا ۳۰٬۰۰۰ سال پیش) است. (تصویر ۲: نمونه دیوارنگاری)

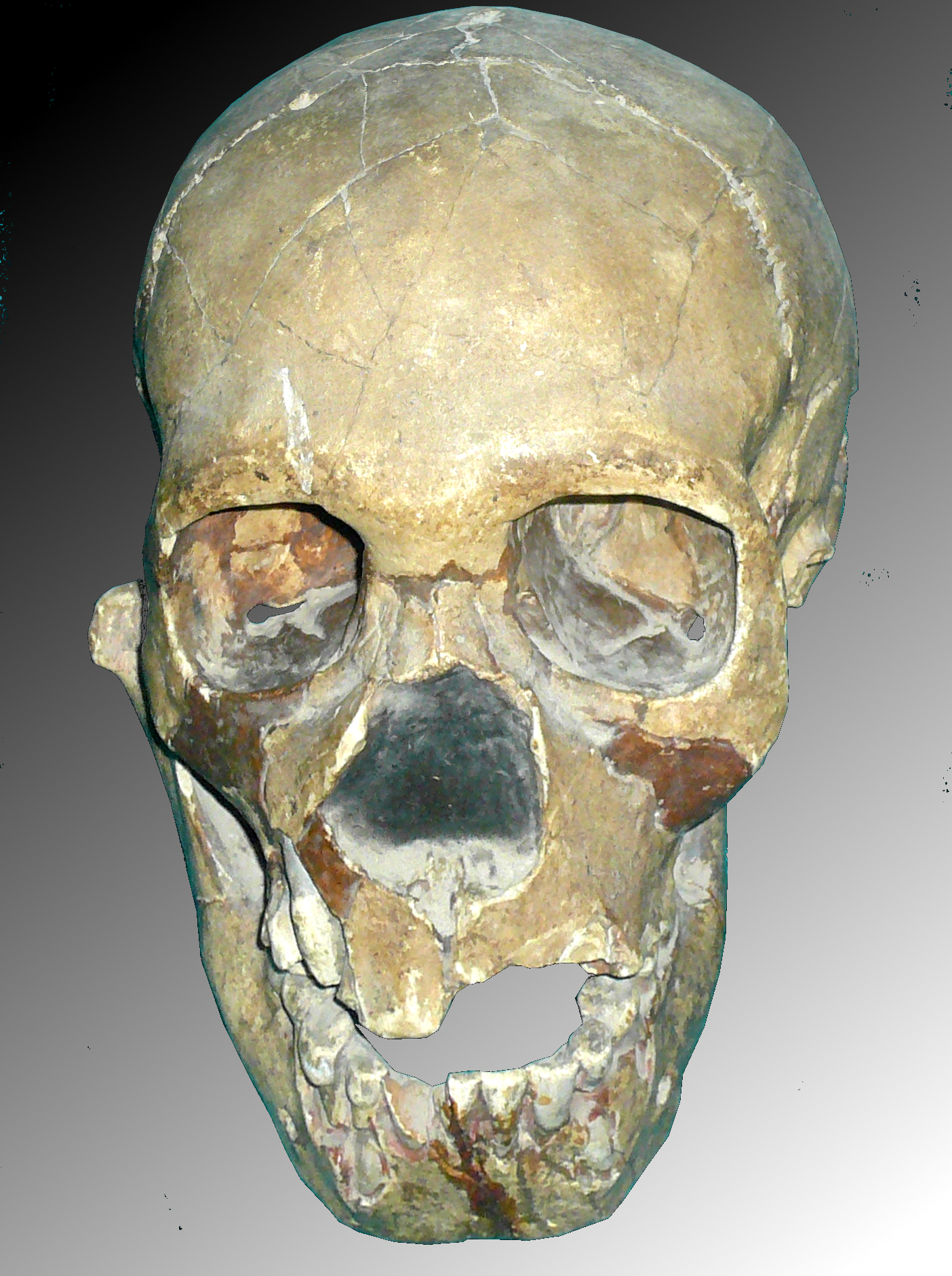
تصویر ۳: جمجمه یک پسر بچه نئاندرتال کشف شده در حفاری منطقه تشیک تاش

- حدود ۷۰٬۰۰۰: جمجمه یک پسر بچه نئاندرتال کشف شده در حفاری منطقه تشیک تاش.[۴] (تصویر ۳)
- پیش از ۴۰۰۰۰: فرهنگ موستری و غارنشینی در ناحیه زاگرس
- حدود ۴۰۰۰۰ تا ۲۰۰۰۰: فرهنگ برادوستی:[۵] ساخت ابزارهای سنگی متنوع از جمله تیغه‌های سنگی و سکونت در پناهگاه در مناطق باز
- حدود ۲۰۰۰۰ تا ۱۲۰۰۰: فرهنگ زارزی:[۵] ساخت ابزارهای سنگی ظریف نظیر میکرولیت و میکروبرین
- حدود ۹٬۰۰۰: دو قبیله اصلی هند و اروپایی به جنوب ایران کنونی کوچ کردند که بعدها قبایل ماد را تشکیل دادند.[۶]
- حدود ۹٬۰۰۰: پیدایش یکی از قدیمی‌ترین سکونتگاه‌های جهان در جنوب دشت قزوین در منطقه سگز آباد (تپه سگز آباد و تپه قبرستان و تپه زاغه)
- حدود ۸٬۰۰۰: وجود مدارک و شواهد از گسترش روستاها، زندگی بر پایه کشاورزی و دامپروری در محدوده کوه‌های زاگرس و مناطقی مثل سراب، تپه گوران و علی کش.
- حدود ۵٬۵۰۰: پیدایش یکی از قدیمی‌ترین سکونتگاه‌ها در تپه سیلک کاشان.
- حدود ۴٬۵۰۰: ظرف شراب تپه حاجی فیروز نقده به عنوان نخستین وسیله شراب‌سازی موجود در دوران نوسنگی. (تصویر)
- حدود ۴٬۲۰۰: بنیانگزاری شوش در جنوب غربی ایران.

تصویر ۴: پیمانه با نقش بز کوهی که در میان اشیاء مربوط به مراسم تدفین در تمدن شوش کشف شده است. نقش لک‌لک، بز کوهی و نژاد خاصی از سگ بر روی ظرف دیده می‌شود.

- حدود ۳٬۵۰۰: سفالینه‌های نقاشی شده در شوش واقع در ایلام بیانگر دوره‌ای پیشرفته از طرح‌های هندسی، ایجاد سبک خاص از انسان و شکل‌هایی از جانوران در آنها. (تصویر ۴: نمونه سفالینه)
- حدود ۳٬۵۰۰: شکل‌گیری دبیره باستانی جیرفت، اولین خط کامل در فلات ایران همزمان با خط میخی در عراق و خط هیروگلیف در مصر.

## دوره نیاایلامی
- حدود ۳٬۲۰۰ تا ۲٬۷۰۰ : دوره نیاایلامی.
- هزاره سوم: اشیاء و ظروف زینتی تمدن جیرفت از جنس کانی کلینوکلر با نقش برجسته‌های قابل توجه و مبتکرانه.
- هزاره سوم: پرچم برنزی کشف شده در منطقه شهداد نزدیک کرمان، ایران.[۷]
- حدود ۲٬۷۰۰:تشکیل پادشاهی ایلام به پایتختی شوش.
  - حدود ۲٬۷۰۰: ابریشم‌بافی در چین.

## دوره ایلام باستان
- حدود ۲٬۷۰۰ تا ۱٬۶۰۰: دوره ایلام باستان.
  - حدود ۲٬۶۸۰ تا ۲٬۱۸۰ دوره اهرام مصر.
- حدود ۲۵۰۰: کتیبه نارامسین دربارهٔ پیروزی بر لولوبی‌ها.[۸]
- حدود ۲٬۳۰۰: سنگ‌نگاره آنوبانی‌نی (تصویر ۳)[۹]
- حدود ۲٬۰۹۴ تا ۲٬۰۴۷: تسخیر ایلام توسط شولگی پادشاه دوم سلسله سوم اور.

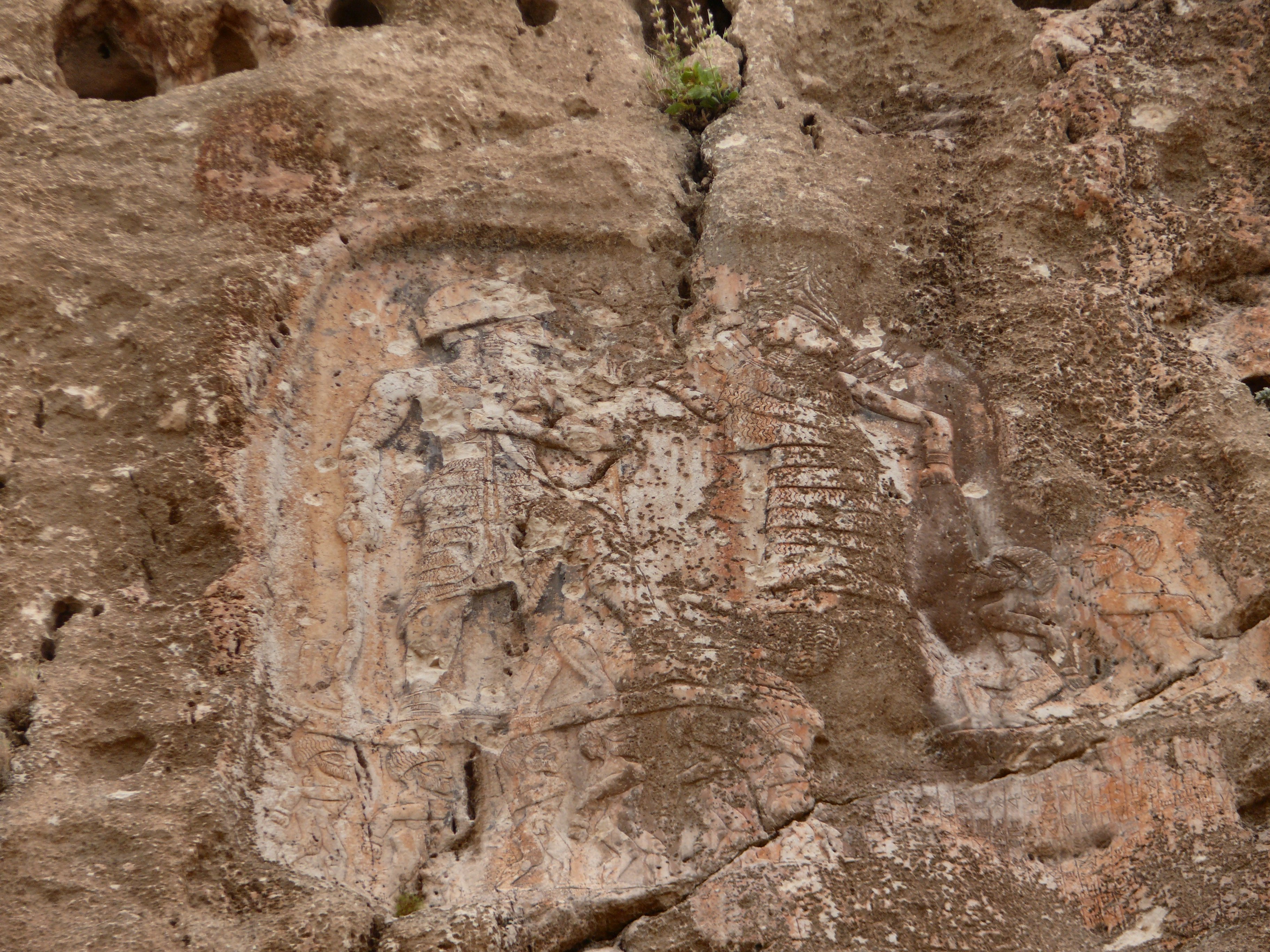
تصویر ۳: سنگ‌نگاره آنوبانی‌نی

- ۲٬۰۰۴: واژگونی سلسله سوم اور توسط ایلام.
  - هزاره دوم: ریگ‌ودا که از قدیمی‌ترین اشعار و سرودهای مذهبی هندی به زبان سانسکریت ودایی است، سروده شد.
  - حدود ۱٬۹۰۰: برای نخستین بار پارچه پنبه‌ای توسط تمدن دره سند در آسیای جنوبی بافته شد.
- حدود ۱۸۹۶: حمله نافرجام کاسی‌ها به بابل.[۱۰]
- حدود ۱۷۴۹: سقوط بابل توسط کاسی‌ها.[۱۰]
- حدود ۱۷۴۹ تا ۱۷۳۴: دوره پادشاهی گاندیش شاه کاسی‌ها در بابل.[۱۰]
  - حدود ۱٬۵۹۵: اشغال و غارت بابل توسط هیتی‌ها.
  - حدود ۱٬۵۰۰: سرنگونی تمدن دره سند به وسیله مهاجمان شمالی موسوم به آریایی‌ها.
  - حدود ۱٬۵۰۰: بطری‌های شیشه‌ای برای نخستین بار در مصر مورد استفاده قرار گرفت.

## دوره ایلام میانه
- حدود ۱٬۵۰۰ تا ۱٬۱۰۰: دوره ایلام میانه.
  - حدود ۱٬۴۰۰: نخستین شواهد از مصنوعات آهنی در قلمرو هیتی‌ها در ارمنستان کنونی.
- حدود ۱٬۳۵۰: سند ازدواج به شکل سنگ نگاره در بوگازکوی (Boḡazköy) واقع در آناتولی، با ذکر نام پادشاه هیتی و حاکم تمدن میتانی که فرمانروایان سرزمین‌هایی هستند که مردم در آنجا به الهه‌های هندی-ایرانی میترا-وارونا، ایندرا و اشوین‌ها متوسل می‌شوند و آن‌ها را می‌پرستند. این سند ظاهراً رسیدن موجی از اقوام هندو-ایرانی را به شمال غرب ایران تصدیق می‌کند.
- حدود ۱٬۳۵۰: آغاز مهاجرت قبایل ایرانی به سمت غرب از مجموعهٔ باستان‌شناسی باختر-مرو (تمدن آمودریا) به فلات و مناطق غربی ایران امروزی.
- حدود ۱٬۲۴۴ تا ۱٬۲۰۸ : افزایش درگیری‌های بین ایلام و آشور. یورش توکولتی نینورتای یکم پادشاه آشور به کوه‌های شمال ایلام. حمله ایلام به بابل در زمان پادشاهی کیدین خوران (Kidin-Ḵutran).
- حدود ۱٬۱۰۰ تا ۷۷۰: اتحاد ایلام و بابل علیه آشوریان. در این برهه زمانی انشان جزئی از خاک ایلام است.
- حدود ۱۱۷۱: حمله کویترناحونته شاه ایلام به بابل و فتح آن سرزمین.

## دوره ایلام نو
- حدود ۱٬۱۰۰ تا ۵۳۹: دوره ایلام نو.
- حدود ۱٬۰۰۰: برخی از مورخان سال تولد زرتشت را در این سال تخمین زده‌اند. زادروز زرتشت در بین پژوهشگران و تاریخدانان مبحثی مورد مباحثه و مجادله است. این تفاوت از ۶۰۰ تا ۱۲۰۰ پیش از میلاد می‌باشد. (تصویر ۴: نقاشی در یزد)
- ۸۳۵: نام ماد برای نخستین بار در یک سنگ نگاره متعلق به شلمنسر سوم، پادشاه آشور ظاهر شد.
- ۸۱۰: آداد-نراری سوم پادشاه آشور به ماد لشکر کشید و صفحات غربی فلات ایران را تصرف کرد.[۱۱][۱۲]
- حدود ۷۷۰ تا ۶۴۶: قبایل پارسی، ایلامیان انشان را وادار به مهاجرت به سمت شهر شوش کردند.
  - ۷۵۳: تشکیل پادشاهی روم.
- حدود ۷۰۸: بنیان‌گذاری ماد به مرکزیت هگمتانه به وسیله دیاکو.
- حدود ۷۰۵: زاده‌شدن هخامنش نیای دودمان هخامنشیان.
- حدود ۶۷۵: آغاز پادشاهی فرورتیش. (بنا به نقل هرودوت)

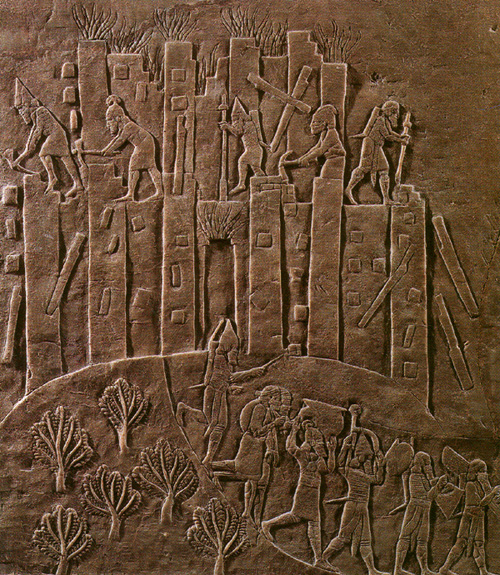
تصویر ۵: سنگ‌نگاره ویرانی شوش

- ۶۳۹: آشوربانیپال شاه آشور، ایلام را شکست داد و شوش را غارت کرد. پس از این جنگ، ایلام هرگز به عنوان یک قدرت مستقل ظاهر نگردید. (تصویر ۵: سنگ‌نگاره)
- ۶۳۳: حمله سکاها به ماد.
- ۶۲۵: مرگ آشوربانیپال پادشاه قدرتمند آشور و ساقط‌کننده پادشاهی ایلام.
- ۶۲۴: شکست و عقب راندن سکاها توسط مادها.
- ۶۲۴: آغاز پادشاهی هووخشتره پادشاه ماد.
- ۶۱۲: اتحاد ماد و بابل و حمله هووخشتره به نینوا مرکز آشور و براندازی پادشاهی آشور.
- ۵۸۴: مرگ هووخشتره و انتقال سلطنت به پسرش ایشتوویگو.
  - ۵۶۱ کرزوس پادشاه لیدی گردید.